# José Luís de Jesus
 (juin 2015).
Pour les articles homonymes, voir Jésus (homonymie).
José Luís de Jesus, né le 20 septembre 1950 à Ribeira Grande au Cap-Vert, est un diplomate et homme politique cap-verdien. Il est ministre des Affaires étrangères du Cap-Vert de 1998 à 1999.